# 토기 융기문 발
토기 융기문 발(土器 隆起文 鉢)은 부산광역시 영도구 영선동 패총에서 출토한, 신석기 시대의 융기된 무늬가 장식되어 있는 토기 그릇이다. 1975년 5월 16일 대한민국의 보물 제597호로 지정되었다.

## 개요
토기 융기문 발(土器 隆起文 鉢)는 부산광역시 영도구 영선동 패총에서 출토된 신석기시대 초기의 토기로, 크기는 높이 12.4cm, 지름 16.4cm이다.
이 토기의 특징은 아가리 한 쪽에 짧은 주구가 부착되어, 내용물을 담아 따르도록 되어 있다는 점과 아가리 밑으로 융기된 장식무늬가 있다는 점이다. 장식무늬는 덧띠문(점토대)를 W자형으로 붙인 뒤, 이 덧띠문을 띠모양으로 눌러 눈금을 새겨 장식효과를 높이고 있다. 바탕흙은 점토질로 황갈색을 띠며, 아래쪽으로 내려올수록 검은색을 띤다.
이러한 토기는 신석기시대 전기에 제작되었는데, 같은 부산광역시 영도구 동삼동 패총에서도 융기문토기가 발견된 일이 있다.

## 같이 보기
- 빗살무늬토기 시대
- 한국의 선사 시대